# طوابع بان أمريكان المقلوبة
الطابع التذكاري لمعرض أمريكا المقلوب، أو طوابع بان أمريكان المقلوبة.
كجزء من معرض عموم أمريكا الذي أُقيم في بوفالو عام 1901، أصدرت إدارة بريد الولايات المتحدة سلسلة من ستة طوابع تذكارية. تميز كل طابع بريدي بإطار ملون مزخرف يُحيط بصورة بالأبيض والأسود لإحدى وسائل النقل السريع الحديثة (أو وسائل إضافية لها). في دليل سكوت للطوابع الأمريكية القياسي، تحمل هذه الطوابع الستة الأرقام 294-299. كان أول يوم إصدار لهذه الطوابع هو 1 مايو 1901.
إن الطباعة الملونة تركت احتمالية حدوث أخطاء. حيث طُبعت ثلاث فئات، سنت واحد وسنتان وأربعة سنتات، على أوراق مقلوبة بالنسبة للإطار. تحمل الأوراق المقلوبة دليل سكوت للطوابع 294a و295a و296a على التوالي.
بينما وصلت طوابع البريد المقلوبة من فئة سنت واحد وسنتين إلى مكاتب البريد بالصدفة، طُبعت طوابع فئة 4 سنت عمدًا نتيجة سوء فهم، وفي الواقع لم تُطرح للبيع قط. بعد اكتشاف طوابع فئة سنت واحد وسنتين في منتصف عام 1901، قرر مساعد مدير البريد الثالث، إدوين سي. مادن، تقصي أي أخطاء إضافية، وفي أواخر الصيف، وجّه مساعده في مكتب الزخرفة والطباعة بإرسال أي طوابع بان أمريكان مقلوبة موجودة في مخزونهِ إلى مكتب مادن. في الواقع، لم يتبقَّ أي طوابع مقلوبة، وكان الإجراء السليم أن يُبلغ المكتب مادن بعدم وجود أي منها في المخزون. ومع ذلك، فُسِّر بلاغ مادن على أنه طلب غير مشروط للطوابع المقلوبة، فطبع المكتب أربع صفحات منها من ألواح فئة 4 سنت وأرسل 400 طابع إلى مادن. ثم خُتمت عليها كلمة "عينة" يدويًا بالحبر الأرجواني على حوالي نصف الطوابع. بين عامي 1901 و1904، وزّع مادن 172 طابع من طوابع فئة أربعة سنتات كهدايا لأصدقائه ومعارفه وأبنائه (واحتفظ بواحدة لنفسه أيضًا)، مع الطابع الإضافي وبدونه. أثار هذا الخبر اتهامات بالتصرف غير اللائق، وفتح مدير عام البريد تحقيقًا رسميًا، لكن مادن بُرّئ من أي مخالفة، نظرًا لعدم تداول أي أموال. من بين النسخ المتبقية، وُضعت صحيفة الطوابع من 100 طابع في المجموعة الحكومية للطوابع الأمريكية في متحف واشنطن الوطني. باع أمين المتحف لاحقًا 97 طابع من تلك المجموعة لتجار الطوابع مقابل نماذج من إصدارات أمريكية نادرة مفقودة من مجموعة المتحف. (لا يوجد سجل لما حدث لبقية النسخ الأصلية الأربعمائة من الطوابع).
الطوابع المقلوبة من فئة سنت واحد أكثر شيوعًا بشكل ملحوظ من غيرها - ومع ذلك، تقدر قيمة الفهرس لمجموعة من العملات المقلوبة الثلاثة بمبلغ 100000 دولار [1]: 60-61 على الرغم من بيع طابع بريد واحد من كل قيمة في مزاد في أبريل 2009 بتكلفة إجمالية قدرها 199000 دولار (على التوالي، 19000 دولار؛ 90000 دولار؛ 90000 دولار). وحققت كتلة من أربعة من كل قيمة مقلوب 1146000 دولار في نفس المزاد (21000 دولار؛ 800000 دولار؛ 325000 دولار). (تتمتع نسخ "العينة" من الطوابع المقلوبة من فئة 4 سنت بسعر أقل بكثير من الأمثلة غير المميزة.).
في عام 2001، بمناسبة الذكرى المئوية لإصدار طوابع البريد، أصدرت هيئة البريد الأمريكية (USPS) ورقة طوابع تذكارية تحتوي على نسخ طبق الأصل من طوابع البريد الأصلية الثلاثة، بالإضافة إلى أربعة طوابع بريدية بقيمة 80 سنتًا مستوحاة من طابع تذكاري لسندريلا متوفر في معرض عموم أمريكا الأصلي. كان طابع سندريلا الماسي الشكل يحمل الرقم 1901 في شكلين بيضاويين على جانبي صورة البيسون، بينما غيّرت هيئة البريد الأمريكية السنة على الورقة التذكارية إلى "80"، مما جعلها طابعات بقيمة 80 سنتًا. طُبعت مليون نسخة، مما جعل هذا الإصدار شائعًا. على الرغم من أن التفاصيل والألوان مطابقة للأصل، إلا أن تاريخ سنة "2001" يظهر في الزاوية السفلية اليسرى من كل طابع بريدي مقلوب.